# Gustavia monocaulis
Gustavia monocaulis là một loài thực vật linhin thuộc họ Lecythidaceae.
Loài này có ở Colombia và Panama.
Chúng hiện đang bị đe dọa vì mất môi trường sống.